# 刈谷市立平成小学校
刈谷市立平成小学校（かりやしりつ へいせいしょうがっこう）は、愛知県刈谷市一ツ木町3丁目18-1に所在する公立小学校。

## 歴史
刈谷市立かりがね小学校から分離独立して、1991年（平成3年）4月1日に刈谷市立平成小学校が開校した。刈谷市に15校ある中でもっとも新しい小学校であり、15校の中で唯一「平成」年代に創立された小学校である。学校図書館が低学年用・中学年用・高学年用の3か所にわかれ、それぞれ各階の中央部にオープンスタイルで位置しているのが特徴である。刈谷市立雁が音中学校の学区に含まれている。

## 沿革
- 1990年（平成2年）12月 - 校章制定。
- 1991年（平成3年）
  - 4月1日 - 刈谷市立かりがね小学校から分離独立して刈谷市立平成小学校として新設開校。
  - 11月 - 校歌制定。
- 1995年（平成7年）4月 - 体育館絵画除幕式。
- 1998年（平成10年）3月 - 防災備蓄倉庫設置。
- 1999年（平成11年）
  - 1月 - コンピュータ室設置。
  - 12月 - キウイ棚完成。
- 2000年（平成12年）11月 - 校訓碑設立・時計塔設立。同月、創立10周年記念式典挙行し、記念植樹。
- 2003年（平成15年）8月 - 校内LAN設置。
- 2005年（平成17年）4月 - この月と翌月に、愛知万博見学遠足。
- 2008年（平成20年）
  - 5月 - 町名変更により学校所在地を刈谷市一ツ木町3丁目18番地1号に変更。
  - 8月 - 南舎・管理棟廊下を木床化。
- 2010年（平成22年）
  - 3月 - 普通教室にデジタルテレビ設置。
  - 8月 - 窓ガラス耐震化完了。
  - 11月 - 創立20周年記念式典挙行。
- 2013年（平成25年）9月 - 太陽光パネル設置（太陽光発電スタート）。
- 2015年（平成27年）2月 - 新備蓄倉庫設置完了。
- 2017年（平成29年）8月 - 全トイレの改修工事。
- 2019年（平成31年・令和元年）
  - 3月 - 教室へのエアコン設置工事。
  - 10月 - 東吉野村学習を含む2泊3日の修学旅行。
- 2020年（令和2年）
  - 4月 - この月から翌月にかけて、新型コロナウイルス感染症の拡大防止のための臨時休業の措置を採る。
  - 11月 - 創立30周年記念式典挙行。

### この節の出典
- 平成小学校の歩み（学校ホームページ内）

## 学校周辺
- 一ツ木公園
- 浜場公園
- 国道23号
- この他、知立市との市境線も近い。

## アクセス
- 知立市コミュニティバス「ミニバス」2コースで、「宝3丁目」バス停下車後、徒歩約410m・約7分。
  - 名鉄名古屋本線・三河線知立駅から、上述の知立市コミュニティバスで、「宝3丁目」バス停まで50分から54分、下車後徒歩。
  - 名鉄三河線三河八橋駅から、上述の知立市コミュニティバスで、「宝3丁目」バス停まで37分から41分、下車後徒歩。
- 刈谷市コミュニティバス「かりまる」3系統一ツ木線で、「一ツ木町朝暮」 バス停下車後、徒歩約530m・約9分。
  - 名鉄名古屋本線一ツ木駅から「一ツ木駅南」バス停まで徒歩移動し、上述の刈谷市コミュニティバスで、「一ツ木町朝暮」バス停まで5分、下車後徒歩。
  - JR東海道本線・名鉄三河線刈谷駅から、上述の知立市コミュニティバスで、「一ツ木町朝暮」バス停まで48分、下車後徒歩。